# Красные Баррикады
Кра́сные Баррика́ды (до 1952 года Бертюль) — посёлок городского типа в Икрянинском районе Астраханской области Россия, административный центр и единственный населённый пункт городского поселения «Рабочий посёлок Красные Баррикады».
Основано как село Бертюль в XVIII веке.

Население — 6592 человек (2021).

## История
Первые поселенцы появились на берегах Бертюля в середине XVIII века. Здесь располагались Бертюльские соляные магазины. Доставка и хранение соли были основными занятиями местных жителей до начала XX века.
В 1870-х годах население Бертюля выросло за счёт притока крестьян с севера нынешней Астраханской области, разорённых неурожаями.
В 1898 году нефтепромышленники Михаил и Амбарцум Буниятовы основали предприятие по перевозке бакинской нефти.
Во время революции и гражданской войны рабочие предприятия Буниятовых участвовали в обороне Астрахани. На территории Бертюля также проходили бои. В память об этих событиях местным мастерским было присвоено имя «Красные Баррикады».
В 1923 году в селе проживало 843 человека. В 1939 году население села Бертюль составляло 1122 человека.
До войны Бертюльские мастерские занимались ремонтом и строительством деревянного флота. В канун войны был получен заказ на строительство трёх металлических буксиров.
В 1952 году завод перешёл в разряд судостроительных, и это повлекло за собой увеличение производственной базы. Была открыта школа. В селе работали сельский и заводской клубы, летняя танцплощадка, сельская и школьная библиотеки, ясли-сад, пекарня, фельдшерский пункт, пожарное депо. Было налажено транспортное сообщение с Астраханью.
Село Бертюль переименовывается в село Красные Баррикады в 1952 году, а в 1954 году населённый пункт получает статус рабочего посёлка.
В 1970-х годах завод «Красные Баррикады» переходит на выпуск новой продукции — плавучих буровых установок типа «Каспий» для ведения разведочных и эксплуатационных работ на нефть и газ в пределах морского шельфа. Было построено 10 подобных сооружений водоизмещением до 11 тысяч тонн.
В это же время построены плавучие подъёмные краны новых образцов, два крупных крановых судна «Титан», морское судно—трубоукладчик «Исрафил Гусейнов», крановое судно «Исполин» водоизмещением 12 тысяч тонн и грузоподъёмностью 1200 тонн. В 1995 году построены буровые установки «Сиваш» и «Таврида» для «Черноморнефтегаза».
После развала СССР руководству завода удалось сохранить инфраструктуру предприятия и заключить договоры с иностранными фирмами. В 2000 году завершена модернизация ПБУ «Астра», которая в настоящее время производит поиск нефти и газа на шельфе Каспийского моря. В 2005 году крановое судно «Исполин» было модернизировано в буровую платформу.
В 2016 году судостроительный завод «Красные баррикады» заключил контракт с иранской компанией Tasdid на 1 миллиард долларов на постройку морских буровых установок в Персидском заливе. Буровые установки для поиска и добычи газа и нефти будут построены в пределах следующих двух лет в портовом городе Хорремшехр на юго-западе Ирана.

## Физико-географическая характеристика
Посёлок расположен на севере Икрянинского района, в дельте Волги, на правом берегу  реки (рукава  Волги) Бахтемир, при впадении в нее ерика Прямой Бертюль, на высоте 22 метра ниже уровня мирового океана. Почвы: бурые солонцеватые, солонцы (автоморфные) и лугово-болотные солонцеватые и солончаковые
Расстояние по автомобильным дорогам до районного центра села Икряное составляет 18 км, до областного центра города Астрахани — 27 км (до центра города). Через посёлок проходит федеральная автодорога Р216 Астрахань — Махачкала.
Климат
Согласно классификации климатов Кёппена климат семиаридный (индекс Bsk). Среднегодовая температура положительная и составляет +10,2 °C. Средняя температура самого холодного месяца января −5,2 °C, самого жаркого месяца июля +21,5 °C. Многолетняя норма осадков 217 мм осадков в год. Наименьшее количество осадков выпадает в феврале — 11 мм, наибольшее в июне — 25 мм.
Часовой пояс
Красные Баррикады, как и вся Астраханская область, находится в часовой зоне МСК+1. Смещение применяемого времени относительно UTC составляет +4:00.

## Население
| 1959  | 1970  | 1979  | 1989  | 2002  | 2009  | 2010  |
| ----- | ----- | ----- | ----- | ----- | ----- | ----- |
| 3521  | ↗5002 | ↗5809 | ↗6184 | ↗6304 | ↗6377 | ↗6488 |
| 2012  | 2013  | 2014  | 2015  | 2016  | 2017  | 2018  |
| ↗6694 | ↘6596 | ↗6715 | ↘6635 | ↘6446 | ↗6462 | ↘6434 |
| 2019  | 2020  | 2021  |       |       |       |       |
| ↗6454 | ↘6397 | ↗6592 |       |       |       |       |

## Экономика
Градообразующее предприятие — судостроительный завод «ЮЦСС»(ранее "Красные Баррикады")

## Культура
В настоящее время функционирует дом культуры.
Одним из основных праздников, кроме дня посёлка, является ежегодный День Нептуна, который традиционно празднуется в последнее воскресенье июля и собирает более трёх тысяч человек каждый год.
На территории посёлка расположены парк культуры и отдыха, памятник погибшим в Великой Отечественной войне односельчанам, поселковая библиотека, стадион, поселковый пляж.

## Достопримечательности
В центре посёлка расположена площадь Мира, на которой находится памятник погибшим в Великой Отечественной войне. В 2010 году площадь была реконструирована. Каждый год, 9 мая здесь проводится митинг, посвящённый Дню Победы, проходит возложение венков погибшим, поздравление местных ветеранов.

В 2014 году к северу от посёлка был создан памятник рабочим ССЗ «Красные Баррикады», участвовавшим в строительстве первых в СССР самоподъёмных плавучих буровых установок.

## Образование
В посёлке находится МБОУ «Краснобаррикадная СОШ», ученики которой регулярно занимают призовые места на районных, областных и всероссийских олимпиадах. В школе часто проходят различные соревнования и праздники. Там же функционирует музей, в котором представлены экспонаты, относящиеся к истории посёлка и школы. На территории школы располагается сад. В центре посёлка располагается музыкальная школа.